# Domenico Agostini
Domenico Agostini, italijanski rimskokatoliški duhovnik, škof in kardinal, * 31. maj 1825, Treviso, † 31. december 1891.

## Življenjepis
26. januarja 1851 je prejel duhovniško posvečenje.
27. oktobra 1871 je bil imenovan za škofa Chioggie in istega leta je prejel tudi škofovsko posvečenje. 22. junija 1877 je bil imenovan za patriarha Benetk.
27. marca 1882 je bil povzdignjen v kardinala in imenovan za kardinal-duhovnika S. Eusebio; 7. junija 1886 je bil imenovan še za kardinal-duhovnika S. Maria della Pace.